# Denis Grechikho
Denis Grechikho (Maguilov, 22 de mayo de 1999) es un futbolista bielorruso que juega en la demarcación de centrocampista para el F. C. Dinamo Minsk de la Liga Premier de Bielorrusia.

## Selección nacional
Tras jugar en las categorías inferiores de la selección, finalmente hizo su debut con la selección de fútbol de Bielorrusia en un partido de la Liga de Naciones de la UEFA 2022-23 contra Eslovenia que finalizó con un resultado de 0-1 a favor del combinado esloveno tras el gol de Tomáš Suslov.

## Clubes
| Club                  | País        | Año       | Partidos | Goles |
| --------------------- | ----------- | --------- | -------- | ----- |
| FC Dnepr Mogilev      | Bielorrusia | 2017-2018 | 35       | 0     |
| FC Rukh Brest         | Bielorrusia | 2019-2021 | 84       | 18    |
| F. C. Dinamo Minsk    | Bielorrusia | 2022      | 30       | 4     |
| BATE Borísov          | Bielorrusia | 2023-2024 | 30       | 0     |
| F. C. Zhenis (cedido) | Kazajistán  | 2024      | 23       | 1     |
| F. C. Dinamo Minsk    | Bielorrusia | 2025-     | 3        | 0     |

## Palmarés

### Títulos nacionales
| Título                   | Club               | País        | Año  |
| ------------------------ | ------------------ | ----------- | ---- |
| Supercopa de Bielorrusia | F. C. Dinamo Minsk | Bielorrusia | 2025 |